# 3e étape du Tour d'Italie 2021
Pour un article plus général, voir Tour d'Italie 2021.
La 3e étape du Tour d'Italie 2021 se déroule le lundi 10 mai 2021 entre Biella et Canale, sur une distance de 190 km.
Le Néerlandais Taco van der Hoorn remporte l'étape après s'être échappé en début d'étape parmi un groupe. Il s'agit de la première victoire d'étape sur les grands tours pour l'équipe cycliste Intermarché-Wanty-Gobert Matériaux et de la première victoire de la saison pour l'équipe belge.

## Déroulement de la course
Cette étape pluvieuse voit une échappée de huit hommes s'isoler en tête. Cette échappée se compose des Italiens Samuele Rivi et Vincenzo Albanese (EOLO-Kometa) et Samuele Zoccarato (Bardiani-CSF-Faizanè), des Néerlandais Taco van der Hoorn (Intermarché-Wanty-Gobert) et Lars van den Berg (Groupama-FDJ), du Français Alexis Gougeard (AG2R Citroën Team), du Suisse Simon Pellaud et de l'Ukrainien Andrii Ponomar (Androni Giocattoli-Sidermec). Sous l'impulsion de l’équipe BORA-hansgrohe de Peter Sagan, l'avance des fuyards décroît régulièrement. À 9 kilomètres de l'arrivée, Taco van der Hoorn parvient à s'extraire du groupe d'attaquants et est le seul à résister au retour du peloton, Le Néerlandais conserve sur la ligne d'arrivée quatre petites  secondes sur le peloton dont le sprint est remporté par l'Italien Davide Cimolai (Israël Start-Up Nation) devant Peter Sagan (BORA-hansgrohe).

## Résultats

### Classement de l'étape
| \| Classement de l'étape \| Classement de l'étape \| Classement de l'étape \| Classement de l'étape \| Classement de l'étape \| \| Coureur \| Coureur \| Pays \| Équipe \| Temps \| \| --------------------- \| --------------------- \| --------------------- \| ---------------------------------- \| --------------------- \| \| 1er \| Taco van der Hoorn \| Pays-Bas \| Intermarché-Wanty-Gobert Matériaux \| 4 h 21 min 29 s \| \| 2e \| Davide Cimolai \| Italie \| Israel Start-Up Nation \| + 4 s \| \| 3e \| Peter Sagan \| Slovaquie \| Bora-Hansgrohe \| + 4 s \| \| 4e \| Elia Viviani \| Italie \| Cofidis \| + 4 s \| \| 5e \| Patrick Bevin \| Nouvelle-Zélande \| Israel Start-Up Nation \| + 4 s \| \| 6e \| Gianni Vermeersch \| Belgique \| Alpecin-Fenix \| + 4 s \| \| 7e \| Fernando Gaviria \| Colombie \| UAE Team Emirates \| + 4 s \| \| 8e \| Alberto Bettiol \| Italie \| EF Education-Nippo \| + 4 s \| \| 9e \| Stefano Oldani \| Italie \| Lotto-Soudal \| + 4 s \| \| 10e \| Jacopo Mosca \| Italie \| Trek-Segafredo \| + 4 s \| |                    |                  |                                    |                 |
| |                    |                  |                                    |                 |
| Source : ProCyclingStats |                    |                  |                                    |                 |
| Classement de l'étape |                    |                  |                                    |                 |
| Coureur | Coureur            | Pays             | Équipe                             | Temps           |
| 1er | Taco van der Hoorn | Pays-Bas         | Intermarché-Wanty-Gobert Matériaux | 4 h 21 min 29 s |
| 2e | Davide Cimolai     | Italie           | Israel Start-Up Nation             | + 4 s           |
| 3e | Peter Sagan        | Slovaquie        | Bora-Hansgrohe                     | + 4 s           |
| 4e | Elia Viviani       | Italie           | Cofidis                            | + 4 s           |
| 5e | Patrick Bevin      | Nouvelle-Zélande | Israel Start-Up Nation             | + 4 s           |
| 6e | Gianni Vermeersch  | Belgique         | Alpecin-Fenix                      | + 4 s           |
| 7e | Fernando Gaviria   | Colombie         | UAE Team Emirates                  | + 4 s           |
| 8e | Alberto Bettiol    | Italie           | EF Education-Nippo                 | + 4 s           |
| 9e | Stefano Oldani     | Italie           | Lotto-Soudal                       | + 4 s           |
| 10e | Jacopo Mosca       | Italie           | Trek-Segafredo                     | + 4 s           |

### Points attribués pour le classement par points
| Sprint intermédiaire Canelli (km 114) | Sprint intermédiaire Canelli (km 114) | Sprint intermédiaire Canelli (km 114) | Sprint intermédiaire Canelli (km 114) | Sprint intermédiaire Canelli (km 114) |
| ------------------------------------- | ------------------------------------- | ------------------------------------- | ------------------------------------- | ------------------------------------- |
|                                       | Coureur                               | Pays                                  | Équipe                                | Point(s)                              |
| 1er                                   | Simon Pellaud                         | Suisse                                | Androni Giocattoli-Sidermec           | 12                                    |
| 2e                                    | Samuele Zoccarato                     | Italie                                | Bardiani CSF Faizanè                  | 8                                     |
| 3e                                    | Samuele Rivi                          | Italie                                | Eolo-Kometa                           | 6                                     |
| 4e                                    | Vincenzo Albanese                     | Italie                                | Eolo-Kometa                           | 5                                     |
| 5e                                    | Andrii Ponomar                        | Ukraine                               | Androni Giocattoli-Sidermec           | 4                                     |
| 6e                                    | Taco van der Hoorn                    | Pays-Bas                              | Intermarché-Wanty-Gobert Matériaux    | 3                                     |
| 7e                                    | Alexis Gougeard                       | France                                | AG2R Citroën                          | 2                                     |
| 8e                                    | Lars van den Berg                     | Pays-Bas                              | Groupama-FDJ                          | 1                                     |
| modifier                              |                                       |                                       |                                       |                                       |

| Arrivée d'étape Canale (km 190) | Arrivée d'étape Canale (km 190) | Arrivée d'étape Canale (km 190) | Arrivée d'étape Canale (km 190)    | Arrivée d'étape Canale (km 190) |
| ------------------------------- | ------------------------------- | ------------------------------- | ---------------------------------- | ------------------------------- |
|                                 | Coureur                         | Pays                            | Équipe                             | Point(s)                        |
| 1er                             | Taco van der Hoorn              | Pays-Bas                        | Intermarché-Wanty-Gobert Matériaux | 25                              |
| 2e                              | Davide Cimolai                  | Italie                          | Israel Start-Up Nation             | 18                              |
| 3e                              | Peter Sagan                     | Slovaquie                       | Bora-Hansgrohe                     | 12                              |
| 4e                              | Elia Viviani                    | Pays-Bas                        | Cofidis                            | 8                               |
| 5e                              | Patrick Bevin                   | Nouvelle-Zélande                | Israel Start-Up Nation             | 6                               |
| 6e                              | Gianni Vermeersch               | Belgique                        | Alpecin-Fenix                      | 5                               |
| 7e                              | Fernando Gaviria                | Colombie                        | UAE Emirates                       | 4                               |
| 8e                              | Alberto Bettiol                 | Italie                          | EF Education-Nippo                 | 3                               |
| 9e                              | Stefano Oldani                  | Italie                          | Lotto-Soudal                       | 2                               |
| 10e                             | Jacopo Mosca                    | Italie                          | Trek-Segafredo                     | 1                               |
| modifier                        |                                 |                                 |                                    |                                 |

### Points attribués pour le classement du meilleur grimpeur
| Piancanelli (km 122,2) 3e catégorie (7,5 km à 4,9%) | Piancanelli (km 122,2) 3e catégorie (7,5 km à 4,9%) | Piancanelli (km 122,2) 3e catégorie (7,5 km à 4,9%) | Piancanelli (km 122,2) 3e catégorie (7,5 km à 4,9%) | Piancanelli (km 122,2) 3e catégorie (7,5 km à 4,9%) |
| --------------------------------------------------- | --------------------------------------------------- | --------------------------------------------------- | --------------------------------------------------- | --------------------------------------------------- |
|                                                     | Coureur                                             | Pays                                                | Équipe                                              | Point(s)                                            |
| 1er                                                 | Vincenzo Albanese                                   | Italie                                              | Eolo-Kometa                                         | 9                                                   |
| 2e                                                  | Lars van den Berg                                   | Pays-Bas                                            | Groupama-FDJ                                        | 4                                                   |
| 3e                                                  | Simon Pellaud                                       | Suisse                                              | Androni Giocattoli-Sidermec                         | 2                                                   |
| 4e                                                  | Alexis Gougeard                                     | France                                              | AG2R Citroën                                        | 1                                                   |
| modifier                                            |                                                     |                                                     |                                                     |                                                     |

| Castino (km 144,5) 4e catégorie (5,1 km à 4,8%) | Castino (km 144,5) 4e catégorie (5,1 km à 4,8%) | Castino (km 144,5) 4e catégorie (5,1 km à 4,8%) | Castino (km 144,5) 4e catégorie (5,1 km à 4,8%) | Castino (km 144,5) 4e catégorie (5,1 km à 4,8%) |
| ----------------------------------------------- | ----------------------------------------------- | ----------------------------------------------- | ----------------------------------------------- | ----------------------------------------------- |
|                                                 | Coureur                                         | Pays                                            | Équipe                                          | Point(s)                                        |
| 1er                                             | Vincenzo Albanese                               | Italie                                          | Eolo-Kometa                                     | 3                                               |
| 2e                                              | Lars van den Berg                               | Pays-Bas                                        | Groupama-FDJ                                    | 2                                               |
| 3e                                              | Simon Pellaud                                   | Suisse                                          | Androni Giocattoli-Sidermec                     | 1                                               |
| modifier                                        |                                                 |                                                 |                                                 |                                                 |

| \| Manera (km 153,8) 4e catégorie (4,9 km à 5,9%) \| Manera (km 153,8) 4e catégorie (4,9 km à 5,9%) \| Manera (km 153,8) 4e catégorie (4,9 km à 5,9%) \| Manera (km 153,8) 4e catégorie (4,9 km à 5,9%) \| Manera (km 153,8) 4e catégorie (4,9 km à 5,9%) \| \| ---------------------------------------------- \| ---------------------------------------------- \| ---------------------------------------------- \| ---------------------------------------------- \| ---------------------------------------------- \| \| \| Coureur \| Pays \| Équipe \| Point(s) \| \| 1er \| Simon Pellaud \| Suisse \| Androni Giocattoli-Sidermec \| 3 \| \| 2e \| Samuele Zoccarato \| Italie \| Bardiani CSF Faizanè \| 2 \| \| 3e \| Vincenzo Albanese \| Italie \| Eolo-Kometa \| 1 \| \| modifier \| \| \| \| \| |                   |        |                             |          |
| Manera (km 153,8) 4e catégorie (4,9 km à 5,9%) |                   |        |                             |          |
| | Coureur           | Pays   | Équipe                      | Point(s) |
| 1er | Simon Pellaud     | Suisse | Androni Giocattoli-Sidermec | 3        |
| 2e | Samuele Zoccarato | Italie | Bardiani CSF Faizanè        | 2        |
| 3e | Vincenzo Albanese | Italie | Eolo-Kometa                 | 1        |
| modifier |                   |        |                             |          |

### Points attribués pour le classement des sprints intermédiaires
| Sprint intermédiaire Canelli (km 114) | Sprint intermédiaire Canelli (km 114) | Sprint intermédiaire Canelli (km 114) | Sprint intermédiaire Canelli (km 114) | Sprint intermédiaire Canelli (km 114) |
| ------------------------------------- | ------------------------------------- | ------------------------------------- | ------------------------------------- | ------------------------------------- |
|                                       | Coureur                               | Pays                                  | Équipe                                | Point(s)                              |
| 1er                                   | Simon Pellaud                         | Suisse                                | Androni Giocattoli-Sidermec           | 10                                    |
| 2e                                    | Samuele Zoccarato                     | Italie                                | Bardiani CSF Faizanè                  | 6                                     |
| 3e                                    | Samuele Rivi                          | Italie                                | Eolo-Kometa                           | 3                                     |
| 4e                                    | Vincenzo Albanese                     | Italie                                | Eolo-Kometa                           | 2                                     |
| 5e                                    | Andrii Ponomar                        | Ukraine                               | Androni Giocattoli-Sidermec           | 1                                     |
| modifier                              |                                       |                                       |                                       |                                       |

| Sprint intermédiaire Guarene (km 175,1) | Sprint intermédiaire Guarene (km 175,1) | Sprint intermédiaire Guarene (km 175,1) | Sprint intermédiaire Guarene (km 175,1) | Sprint intermédiaire Guarene (km 175,1) |
| --------------------------------------- | --------------------------------------- | --------------------------------------- | --------------------------------------- | --------------------------------------- |
|                                         | Coureur                                 | Pays                                    | Équipe                                  | Point(s)                                |
| 1er                                     | Simon Pellaud                           | Suisse                                  | Androni Giocattoli-Sidermec             | 10                                      |
| 2e                                      | Taco van der Hoorn                      | Pays-Bas                                | Intermarché-Wanty-Gobert Matériaux      | 6                                       |
| 3e                                      | Samuele Zoccarato                       | Italie                                  | Bardiani CSF Faizanè                    | 3                                       |
| 4e                                      | Giulio Ciccone                          | Italie                                  | Trek-Segafredo                          | 2                                       |
| 5e                                      | Tony Gallopin                           | France                                  | AG2R Citroën                            | 1                                       |
| modifier                                |                                         |                                         |                                         |                                         |

### Bonifications
|   | Coureur            | Pays     | Équipe                             | Secondes |
| - | ------------------ | -------- | ---------------------------------- | -------- |
| 1 | Simon Pellaud      | Suisse   | Androni Giocattoli-Sidermec        | 3 s      |
| 2 | Taco van der Hoorn | Pays-Bas | Intermarché-Wanty-Gobert Matériaux | 2 s      |
| 3 | Samuele Zoccarato  | Italie   | Bardiani CSF Faizanè               | 1 s      |

|   | Coureur            | Pays      | Équipe                             | Secondes |
| - | ------------------ | --------- | ---------------------------------- | -------- |
| 1 | Taco van der Hoorn | Pays-Bas  | Intermarché-Wanty-Gobert Matériaux | 10 s     |
| 2 | Davide Cimolai     | Italie    | Israel Start-Up Nation             | 6 s      |
| 3 | Peter Sagan        | Slovaquie | Bora-Hansgrohe                     | 4 s      |

## Classements à l'issue de l'étape

### Classement général
| \| Classement général \| Classement général \| Classement général \| Classement général \| Classement général \| \| Coureur \| Coureur \| Pays \| Équipe \| Temps \| \| ------------------ \| -------------------- \| ------------------ \| --------------------- \| ------------------ \| \| 1er \| Filippo Ganna \| Italie \| Ineos Grenadiers \| 8 h 51 min 26 s \| \| 2e \| Tobias Foss \| Norvège \| Jumbo-Visma \| + 16 s \| \| 3e \| Remco Evenepoel \| Belgique \| Deceuninck-Quick Step \| + 20 s \| \| 4e \| João Almeida \| Portugal \| Deceuninck-Quick Step \| + 20 s \| \| 5e \| Rémi Cavagna \| France \| Deceuninck-Quick Step \| + 21 s \| \| 6e \| Gianni Moscon \| Italie \| Ineos Grenadiers \| + 26 s \| \| 7e \| Aleksandr Vlasov \| Russie \| Astana-Premier Tech \| + 27 s \| \| 8e \| Alberto Bettiol \| Italie \| EF Education-Nippo \| + 29 s \| \| 9e \| Jonathan Castroviejo \| Espagne \| Ineos Grenadiers \| + 30 s \| \| 10e \| Diego Ulissi \| Italie \| UAE Team Emirates \| + 32 s \| |                      |          |                       |                 |
| |                      |          |                       |                 |
| Source : ProCyclingStats |                      |          |                       |                 |
| Classement général |                      |          |                       |                 |
| Coureur | Coureur              | Pays     | Équipe                | Temps           |
| 1er | Filippo Ganna        | Italie   | Ineos Grenadiers      | 8 h 51 min 26 s |
| 2e | Tobias Foss          | Norvège  | Jumbo-Visma           | + 16 s          |
| 3e | Remco Evenepoel      | Belgique | Deceuninck-Quick Step | + 20 s          |
| 4e | João Almeida         | Portugal | Deceuninck-Quick Step | + 20 s          |
| 5e | Rémi Cavagna         | France   | Deceuninck-Quick Step | + 21 s          |
| 6e | Gianni Moscon        | Italie   | Ineos Grenadiers      | + 26 s          |
| 7e | Aleksandr Vlasov     | Russie   | Astana-Premier Tech   | + 27 s          |
| 8e | Alberto Bettiol      | Italie   | EF Education-Nippo    | + 29 s          |
| 9e | Jonathan Castroviejo | Espagne  | Ineos Grenadiers      | + 30 s          |
| 10e | Diego Ulissi         | Italie   | UAE Team Emirates     | + 32 s          |

| Classement par points | Classement par points | Classement par points | Classement par points              | Classement par points |
| Coureur               | Coureur               | Pays                  | Équipe                             | Points                |
| --------------------- | --------------------- | --------------------- | ---------------------------------- | --------------------- |
| 1er                   | Tim Merlier           | Belgique              | Alpecin-Fenix                      | 50 pts                |
| 2e                    | Elia Viviani          | Italie                | Cofidis                            | 38 pts                |
| 3e                    | Giacomo Nizzolo       | Italie                | Qhubeka Assos                      | 35 pts                |
| 4e                    | Peter Sagan           | Slovaquie             | Bora-Hansgrohe                     | 29 pts                |
| 5e                    | Taco van der Hoorn    | Pays-Bas              | Intermarché-Wanty-Gobert Matériaux | 28 pts                |
| 6e                    | Davide Cimolai        | Italie                | Israel Start-Up Nation             | 25 pts                |
| 7e                    | Dylan Groenewegen     | Pays-Bas              | Jumbo-Visma                        | 18 pts                |
| 8e                    | Filippo Ganna         | Italie                | Ineos Grenadiers                   | 15 pts                |
| 9e                    | Simon Pellaud         | Suisse                | Androni Giocattoli-Sidermec        | 12 pts                |
| 10e                   | Filippo Tagliani      | Italie                | Androni Giocattoli-Sidermec        | 12 pts                |

| Classement par points | Classement par points | Classement par points | Classement par points              | Classement par points |
| Coureur               | Coureur               | Pays                  | Équipe                             | Points                |
| --------------------- | --------------------- | --------------------- | ---------------------------------- | --------------------- |
| 1er                   | Tim Merlier           | Belgique              | Alpecin-Fenix                      | 50 pts                |
| 2e                    | Elia Viviani          | Italie                | Cofidis                            | 38 pts                |
| 3e                    | Giacomo Nizzolo       | Italie                | Qhubeka Assos                      | 35 pts                |
| 4e                    | Peter Sagan           | Slovaquie             | Bora-Hansgrohe                     | 29 pts                |
| 5e                    | Taco van der Hoorn    | Pays-Bas              | Intermarché-Wanty-Gobert Matériaux | 28 pts                |
| 6e                    | Davide Cimolai        | Italie                | Israel Start-Up Nation             | 25 pts                |
| 7e                    | Dylan Groenewegen     | Pays-Bas              | Jumbo-Visma                        | 18 pts                |
| 8e                    | Filippo Ganna         | Italie                | Ineos Grenadiers                   | 15 pts                |
| 9e                    | Simon Pellaud         | Suisse                | Androni Giocattoli-Sidermec        | 12 pts                |
| 10e                   | Filippo Tagliani      | Italie                | Androni Giocattoli-Sidermec        | 12 pts                |

| Classement de la montagne | Classement de la montagne | Classement de la montagne | Classement de la montagne   | Classement de la montagne |
| Coureur                   | Coureur                   | Pays                      | Équipe                      | Points                    |
| ------------------------- | ------------------------- | ------------------------- | --------------------------- | ------------------------- |
| 1er                       | Vincenzo Albanese         | Italie                    | Eolo-Kometa                 | 16 pts                    |
| 2e                        | Simon Pellaud             | Suisse                    | Androni Giocattoli-Sidermec | 6 pts                     |
| 3e                        | Lars van den Berg         | Pays-Bas                  | Groupama-FDJ                | 6 pts                     |
| 4e                        | Samuele Zoccarato         | Italie                    | Bardiani CSF Faizanè        | 2 pts                     |
| 5e                        | Filippo Tagliani          | Italie                    | Androni Giocattoli-Sidermec | 2 pts                     |
| 6e                        | Alexis Gougeard           | France                    | AG2R Citroën Team           | 1 pt                      |
| 7e                        | Umberto Marengo           | Italie                    | Bardiani CSF Faizanè        | 1 pt                      |

| Classement de la montagne | Classement de la montagne | Classement de la montagne | Classement de la montagne   | Classement de la montagne |
| Coureur                   | Coureur                   | Pays                      | Équipe                      | Points                    |
| ------------------------- | ------------------------- | ------------------------- | --------------------------- | ------------------------- |
| 1er                       | Vincenzo Albanese         | Italie                    | Eolo-Kometa                 | 16 pts                    |
| 2e                        | Simon Pellaud             | Suisse                    | Androni Giocattoli-Sidermec | 6 pts                     |
| 3e                        | Lars van den Berg         | Pays-Bas                  | Groupama-FDJ                | 6 pts                     |
| 4e                        | Samuele Zoccarato         | Italie                    | Bardiani CSF Faizanè        | 2 pts                     |
| 5e                        | Filippo Tagliani          | Italie                    | Androni Giocattoli-Sidermec | 2 pts                     |
| 6e                        | Alexis Gougeard           | France                    | AG2R Citroën Team           | 1 pt                      |
| 7e                        | Umberto Marengo           | Italie                    | Bardiani CSF Faizanè        | 1 pt                      |

| Classement du meilleur jeune | Classement du meilleur jeune | Classement du meilleur jeune | Classement du meilleur jeune | Classement du meilleur jeune |
| Coureur                      | Coureur                      | Pays                         | Équipe                       | Temps                        |
| ---------------------------- | ---------------------------- | ---------------------------- | ---------------------------- | ---------------------------- |
| 1er                          | Filippo Ganna                | Italie                       | Ineos Grenadiers             | 8 h 51 min 26 s              |
| 2e                           | Tobias Foss                  | Norvège                      | Jumbo-Visma                  | + 16 s                       |
| 3e                           | Remco Evenepoel              | Belgique                     | Deceuninck-Quick Step        | + 20 s                       |
| 4e                           | João Almeida                 | Portugal                     | Deceuninck-Quick Step        | + 20 s                       |
| 5e                           | Aleksandr Vlasov             | Russie                       | Astana-Premier Tech          | + 27 s                       |
| 6e                           | Mikkel Honoré                | Danemark                     | Deceuninck-Quick Step        | + 36 s                       |
| 7e                           | Matteo Sobrero               | Italie                       | Astana-Premier Tech          | + 36 s                       |
| 8e                           | Pavel Sivakov                | Russie                       | Ineos Grenadiers             | + 37 s                       |
| 9e                           | Daniel Martínez              | Colombie                     | Ineos Grenadiers             | + 39 s                       |
| 10e                          | Matteo Jorgenson             | États-Unis                   | Movistar Team                | + 39 s                       |

| Classement du meilleur jeune | Classement du meilleur jeune | Classement du meilleur jeune | Classement du meilleur jeune | Classement du meilleur jeune |
| Coureur                      | Coureur                      | Pays                         | Équipe                       | Temps                        |
| ---------------------------- | ---------------------------- | ---------------------------- | ---------------------------- | ---------------------------- |
| 1er                          | Filippo Ganna                | Italie                       | Ineos Grenadiers             | 8 h 51 min 26 s              |
| 2e                           | Tobias Foss                  | Norvège                      | Jumbo-Visma                  | + 16 s                       |
| 3e                           | Remco Evenepoel              | Belgique                     | Deceuninck-Quick Step        | + 20 s                       |
| 4e                           | João Almeida                 | Portugal                     | Deceuninck-Quick Step        | + 20 s                       |
| 5e                           | Aleksandr Vlasov             | Russie                       | Astana-Premier Tech          | + 27 s                       |
| 6e                           | Mikkel Honoré                | Danemark                     | Deceuninck-Quick Step        | + 36 s                       |
| 7e                           | Matteo Sobrero               | Italie                       | Astana-Premier Tech          | + 36 s                       |
| 8e                           | Pavel Sivakov                | Russie                       | Ineos Grenadiers             | + 37 s                       |
| 9e                           | Daniel Martínez              | Colombie                     | Ineos Grenadiers             | + 39 s                       |
| 10e                          | Matteo Jorgenson             | États-Unis                   | Movistar Team                | + 39 s                       |

| Classement par équipes | Classement par équipes | Classement par équipes | Classement par équipes |
| Équipe                 | Équipe                 | Pays                   | Temps                  |
| ---------------------- | ---------------------- | ---------------------- | ---------------------- |
| 1re                    | Jumbo-Visma            | Pays-Bas               | 26 h 35 min 08 s       |
| 2e                     | Ineos Grenadiers       | Royaume-Uni            | + 9 s                  |
| 3e                     | Deceuninck-Quick Step  | Belgique               | + 13 s                 |
| 4e                     | Israel Start-Up Nation | Israël                 | + 38 s                 |
| 5e                     | Qhubeka Assos          | Afrique du Sud         | + 41 s                 |
| 6e                     | Astana-Premier Tech    | Kazakhstan             | + 47 s                 |
| 7e                     | UAE Team Emirates      | Émirats arabes unis    | + 52 s                 |
| 8e                     | Bahrain Victorious     | Bahreïn                | + 1 min 01 s           |
| 9e                     | EF Education-Nippo     | États-Unis             | + 1 min 02 s           |
| 10e                    | Movistar Team          | Espagne                | + 1 min 06 s           |

| Classement par équipes | Classement par équipes | Classement par équipes | Classement par équipes |
| Équipe                 | Équipe                 | Pays                   | Temps                  |
| ---------------------- | ---------------------- | ---------------------- | ---------------------- |
| 1re                    | Jumbo-Visma            | Pays-Bas               | 26 h 35 min 08 s       |
| 2e                     | Ineos Grenadiers       | Royaume-Uni            | + 9 s                  |
| 3e                     | Deceuninck-Quick Step  | Belgique               | + 13 s                 |
| 4e                     | Israel Start-Up Nation | Israël                 | + 38 s                 |
| 5e                     | Qhubeka Assos          | Afrique du Sud         | + 41 s                 |
| 6e                     | Astana-Premier Tech    | Kazakhstan             | + 47 s                 |
| 7e                     | UAE Team Emirates      | Émirats arabes unis    | + 52 s                 |
| 8e                     | Bahrain Victorious     | Bahreïn                | + 1 min 01 s           |
| 9e                     | EF Education-Nippo     | États-Unis             | + 1 min 02 s           |
| 10e                    | Movistar Team          | Espagne                | + 1 min 06 s           |

## Abandons
- Aucun abandon.